# Malecham
Le Malecham est un cours d'eau situé en France dans le département de l'Ardèche en région Auvergne-Rhône-Alpes.

## Géographie
Le Malecham prend sa source sur la commune de Saint-Cirgues-en-Montagne dans l'Ardèche.
Long de 3,8 kilomètres, il se jette dans le Rance au niveau de Mazan-l'Abbaye.